# École secondaire Saint François Xavier (Edmonton)
Pour les articles homonymes, voir Saint-François-Xavier.
 (mars 2025).
Le Collège Saint-François-Xavier est un lycée situé à l'ouest d'Edmonton, en Alberta, au Canada. Composante du système scolaire catholique d'Edmonton (en), l'école a été crée en 1955, le batiment actuel (depuis agrandi) est ouvert en 1958. Faisant à l'origine partie du système scolaire de la ville de Jasper Place, St. Francis Xavier a été transféré au système d'Edmonton lorsque les villes ont fusionné en 1964.

## Programme académique
L'école propose un certain nombre de programmes d'académies sportives : baseball, golf, hockey, crosse et soccer.

## Anciens élèves notables
- Asmir Begović (né en 1987) - Gardien de but de football professionnel de Premier League, membre de l'équipe nationale de Bosnie-Herzégovine
- Mark Carney (né en 1965) - 24e Premier ministre du Canada
- Kevin Connauton (né en 1990) - Joueur professionnel de hockey sur glace de la LNH
- Tyler Ennis (né en 1989) - joueur retraité de la LNH
- Paula Findlay (née en 1989) - triathlète à la retraite et multi-médaillée d'or aux ITU World Triathlon Series
- Dave Hoyda - (1957–2015) joueur de la LNH
- JackEL (né en 1996) - DJ, producteur de disques et auteur-compositeur actuel
- Dustin Kohn (né en 1987) - joueur retraité de la LNH
- Mark Messier (né en 1961) - joueur retraité de la LNH et membre du Temple de la renommée du hockey
- Paul Messier (né en 1958) - joueur retraité de la LNH
- Tosaint Ricketts (né en 1987) - joueur professionnel retraité de la Major League Soccer, membre de l'équipe nationale masculine de soccer du Canada
- Erik Sabrowski (né en 1997) - joueur de la MLB
- Jared Spurgeon (né en 1989) - Joueur de la LNH
- Chris Stachniak (né en 1974) - joueur retraité / entraîneur retraité joueur professionnel de crosse de la NLL, entraîneur retraité de la NLL
- Dylan Guenther (né en 2003) - joueur de la LNH